# Kroktjärnen (Ramsbergs socken, Västmanland, 664404-147151)
Kroktjärnen är en sjö i Lindesbergs kommun i Västmanland och ingår i Norrströms huvudavrinningsområde.